# Emulsion

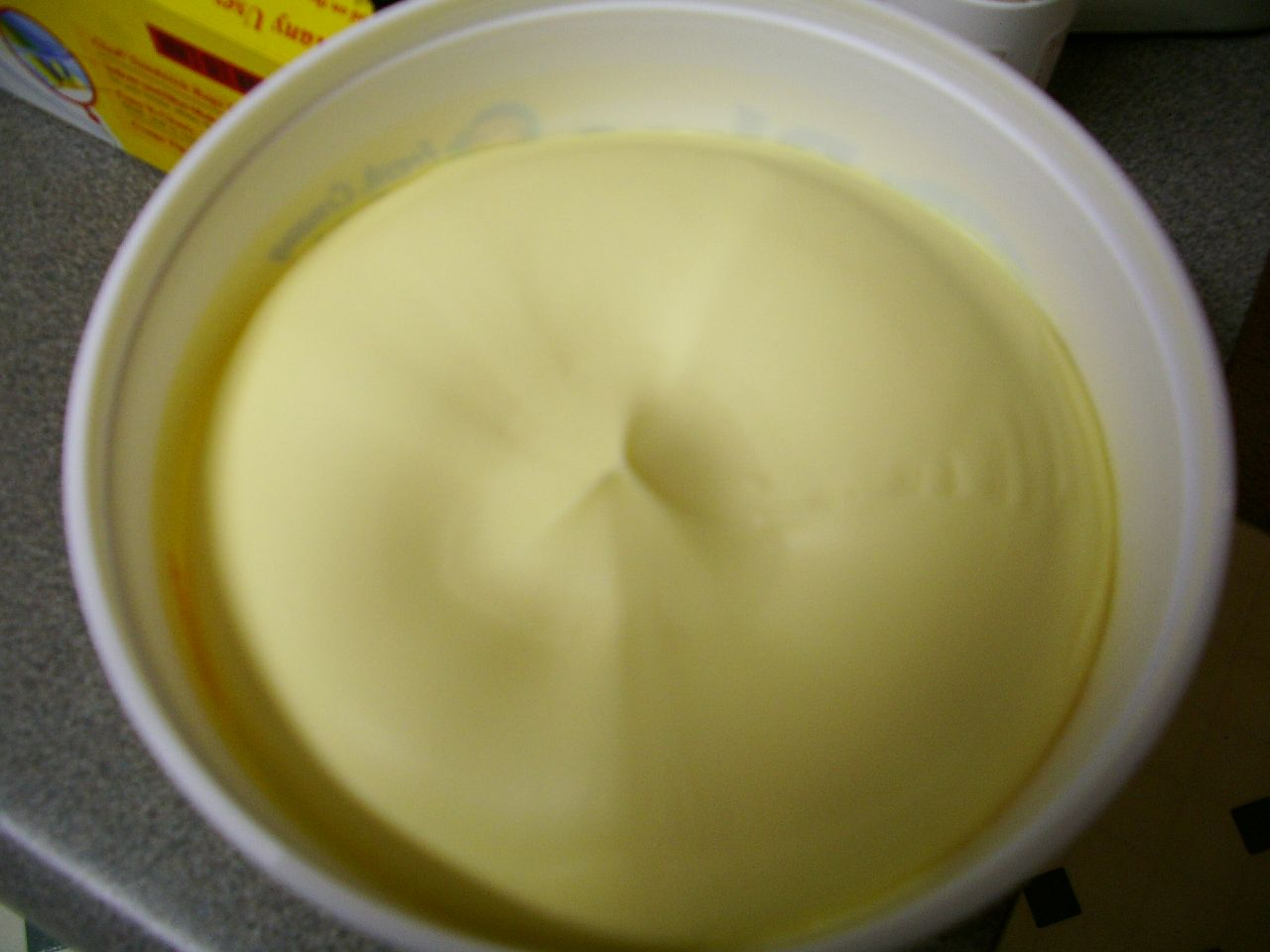
Margarin är en emulsion.

En emulsion är en blandning, eller dispersion, av två vätskor som normalt inte blandar sig lätt, exempelvis vatten och olja eller fett. Emulsionen framställs genom att den ena substansen slås sönder till så små droppar, att de flyter omkring fritt i den omslutande vätskan. Bildning av och stabilitet hos emulsioner underlättas av emulgeringsmedel.
Om den dispergerade vätskan har mycket liten droppstorlek, 1 nm till 1 μm, räknas den som kolloid och en sådan emulsion kan kallas kolloid emulsion.
Exempel på emulsioner är homogeniserad mjölk, majonnäs och de flesta hudkrämer.
Till vardags används ordet emulsion även för andra typer av dispersioner. Till exempel är "emulsionen" på fotografisk film egentligen en gel där silverföreningarna är ingjutna i ett gelatinskikt.